# Ricardo Durão
Ricardo Fernando Ferreira Durão (* 13. Juni 1928; † 22. Januar 2021) war ein portugiesischer Moderner Fünfkämpfer und General.
Ricardo Durão nahm an den Olympischen Sommerspielen 1952 in Helsinki teil, wo er im Einzelwettkampf den 41. Rang belegte. Im Mannschaftswettkampf wurde er mit dem portugiesischen Team Fünfzehnter.
Sein Neffe Roberto Durão war ebenfalls Moderner Fünfkämpfer und diente als Oberst.